# Ermita de San Roque (Culla)

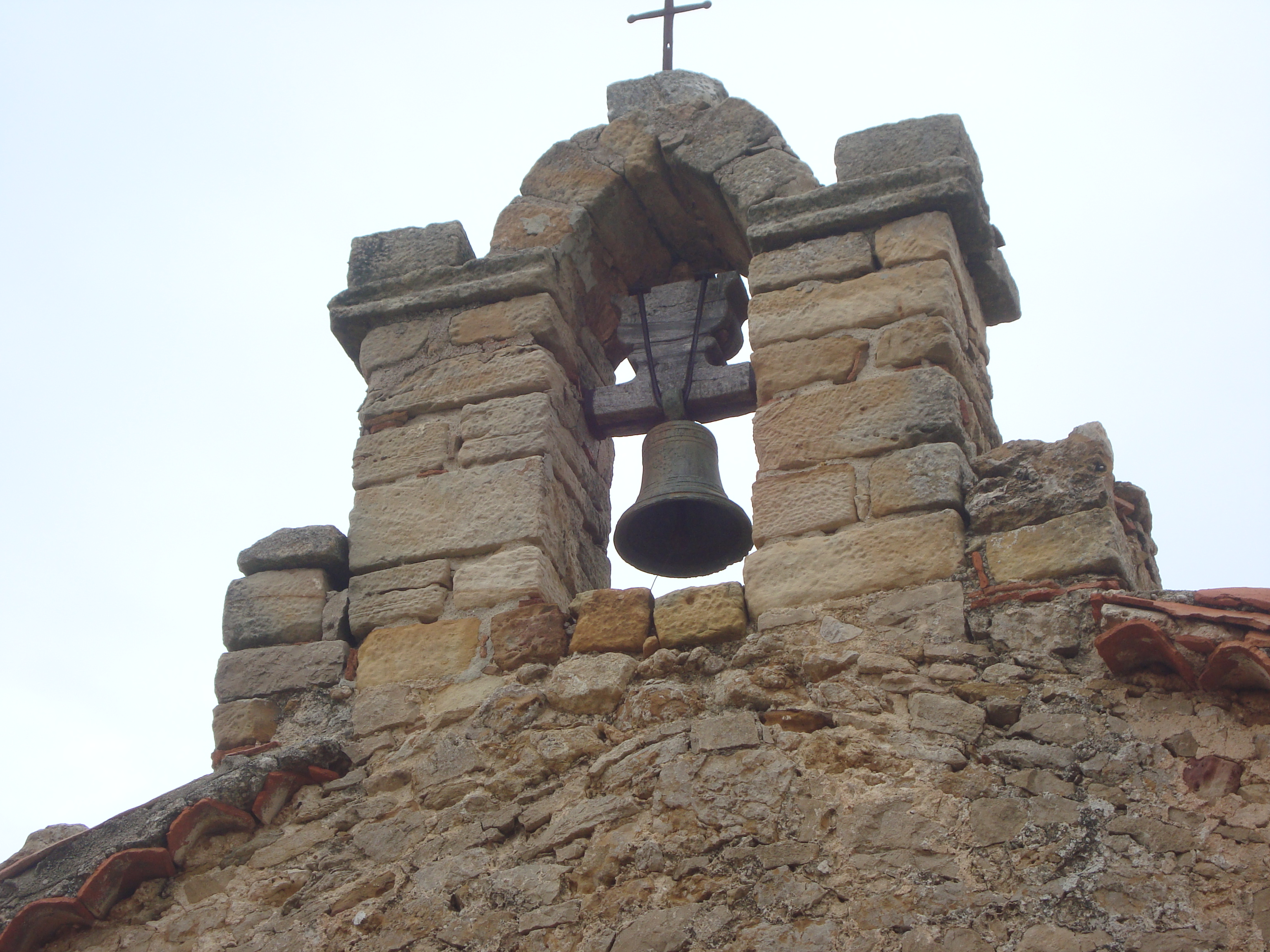
Espadaña

La ermita de San Roque de Culla, en la comarca del Alto Maestrazgo, en la provincia de Castellón, es una ermita, que se encuentra ubicada en el llamado Paraje de San Roque, a la salida de la mencionada localidad, en la carretera CV-166 dirección Benasal.
Está datada en el siglo XVI, entre 1562-1574, y junto a ella se puede contemplar una cruz de piedra.
Está catalogada como Bien de Relevancia Local, con código de identificación 12.02.051-007, según consta en la Dirección General de Patrimonio Artístico de la Generalidad Valenciana.

## Descripción histórico-artística
Pese a que no sufrió muchas remodelaciones con el paso del tiempo, cuando llegó la Guerra Civil Española pasó a convertirse en garaje de camiones, para lo cual fue necesario ampliar la puerta de acceso, cegándose la puerta de acceso del lateral. Más tarde se procedió a su rehabilitación en 1984, volviéndose a convertir la gran puerta de acceso de camiones en una ventana enrejada, y abriéndose nuevamente el acceso lateral originario.
Es un edificio sobrio y de aspecto vetusto. De planta rectangular, alargada, una sola nave y con cubierta a dos aguas acabada en teja. Presenta unos robustos contrafuertes en los laterales, en el lado derecho y entre dos de ellos es donde se encuentra la puerta de acceso lateral.
El templo presenta una espadaña sobre el hastial, con una campana y una cruz de forja como remate.
Tiene una pequeña sacristía en la cabecera, a la parte izquierda, la cual comunica con el presbiterio.
Respecto al interior, su planta rectangular de 15 metros de largo y 7 metros de ancho, no tiene ni capillas, ni altares laterales. La cubierta presenta un artesonado de madera, soportada por tres arcos de medio punto, apoyados en pilastras que dividen la nave en cuatro tramos. Este artesonado fue restaurado por la Fundación de la Comunidad Valenciana La Luz de las Imágenes, la cual fue creada en el año 1999, por iniciativa de la Generalidad Valenciana con el objetivo de recuperar, intervenir y difundir el patrimonio histórico-artístico valenciano; para poder ser expuesto durante las exposiciones que esta fundación tenía previsto realizar desde el 12 de diciembre de 2013 hasta el mes de noviembre de 2014, a lo largo de unas poblaciones del Alto Maestrazgo, entre ellas Catí y Culla, y que tenía el nombre de Pulchra Magistri
El presbiterio, presenta en el lado derecho una tronera abocinada que da iluminación, permitiendo contemplar el moderno retablo del altar, obra de Amat Bellés , representando al santo que da nombre a la ermita.
Los pocos tesoros artísticos que esta ermita conservaba, fueron trasladados a la iglesia de Culla, destacando el tríptico del siglo XVI con la Sagrada Familia, San Francisco y San Vicente Ferrer.
La ermita es escenario de la festividad de San Roque, que se celebra el 16 de agosto. Se lleva a cabo una romería a la ermita y se oficia una misa. La ermita es también el lugar donde se bendicen los ramos que se emplean para los actos del Domingo de Ramos, iniciándose en ella la procesión de Ramos hasta la iglesia parroquial.